# クルブ・ボリバル
クルブ・ボリバル（スペイン語: Club Bolívar、スペイン語発音: [kluβ boˈliβaɾ]）はボリビア・ラパスをホームタウンとするサッカークラブである。

## 歴史
クラブ創設は1925年4月12日。ホームスタジアムは、エスタディオ・シモン・ボリバルであるが、近年はこの競技場の状態が良くないため、エスタディオ・エルナンド・シレスもホームとして用いている。
クラブ名は南米独立の英雄シモン・ボリバルに因む。ボリビア国内リーグで最多の優勝回数を誇り、国際舞台では2004年のコパ・スダメリカーナで準優勝した実績がある。ボリバルはボリビアで最も人気のあるクラブである。
2021年1月12日、シティ・フットボール・グループ初のパートナークラブになった。

## ニックネーム
ボリバルの愛称はラ・アカデミア（La Academia、学院）である。これは、強豪クラブであり、歴史的に多くのスター選手が在籍し、フットボールのお手本を披露しているという意味合いからである。

## ライバル
ボリバルのライバルは同じラ・パスを本拠地とするザ・ストロンゲストである。この2チームのダービー・マッチはクラシコ・パセーニョ（ラ・パス人のダービー）と呼ばれている。

## タイトル

### 国内タイトル
- アマチュアリーグ：6回

1950, 1953, 1956, 1966, 1968, 1976
- プロリーグ：23回

1978, 1982, 1983, 1985, 1987, 1988, 1991, 1992, 1994, 1996, 1997, 2002, 2004-A, 2005-AD, 2006-C, 2009-A, 2011-AD, 2013-C, 2014-A, 2015-C, 2017-A, 2017-C, 2019-A

### 国際タイトル
なし

## 現所属メンバー
2023年4月11日現在
注：選手の国籍表記はFIFAの定めた代表資格ルールに基づく。
| No. | Pos. |            | 選手名                   |
| --- | ---- | ---------- | ------------------------ |
| 1   | GK   | ボリビア   | カルロス・ランペ         |
| 2   | DF   | ボリビア   | ヘスス・サグレド         |
| 3   | DF   | ウルグアイ | ブライアン・ベンタベリー |
| 4   | DF   | ボリビア   | ホセ・サグレド           |
| 5   | DF   | ボリビア   | ルイス・アキン           |
| 6   | MF   | ボリビア   | モイセス・ビジャロエル   |
| 7   | FW   | スペイン   | パブロ・エルビアス       |
| 8   | DF   | ボリビア   | ディエゴ・ベハラノ       |
| 9   | FW   | チリ       | ロニー・フェルナンデス   |
| 10  | MF   | ボリビア   | カルロス・メルガル       |
| 11  | MF   | ボリビア   | ラミロ・バカ             |
| 12  | GK   | ボリビア   | ルベン・コルダーノ       |
| 13  | MF   | ボリビア   | ホセ・エレーラ           |

| No. | Pos. |              | 選手名                        |
| --- | ---- | ------------ | ----------------------------- |
| 14  | DF   | ボリビア     | ジョマール・ロチャ            |
| 15  | MF   | ボリビア     | ガブリエル・ビジャミル        |
| 17  | MF   | アルゼンチン | パティート・ロドリゲス        |
| 18  | FW   | ボリビア     | カルメロ・アルガラニャス      |
| 19  | FW   | ブラジル     | ガブリエル・ポベダ            |
| 20  | MF   | ボリビア     | フェルナンド・サウセド        |
| 21  | DF   | ボリビア     | ロベルト・フェルナンデス      |
| 22  | DF   | アルゼンチン | ニコラス・フェレイラ          |
| 23  | MF   | ボリビア     | レオネル・フスティニアーノ () |
| 24  | MF   | ボリビア     | ハビエル・ウセダ              |
| 26  | MF   | ボリビア     | パウリーノ・パス              |
| 28  | DF   | ボリビア     | ジョン・ベラスコ              |
| 30  | MF   | ボリビア     | ルーカス・チャベス            |

## 歴代所属選手
GK
- トーマス・ヌコノ 1995-1998

DF
- ミゲル・リンバ 1988-1998, 2000-2001
- マルコ・サンディ 1990-1995, 1996-1998, 2002-2006
- ルイス・クリスタルド 1993-1998
- オスカル・サンチェス 2001-2006

MF
- カルロス・ボルハ 1975-1995
- マルコ・エチェベリ 1990-1991, 2004
- フリオ・セサル・バルディビエソ 1992-1994

FW
- ホルヘ・ヒラノ 1986-1993
- ビクトル・ウーゴ・アンテロ 1992, 1994